# Aimless Love
| Recensione                        | Giudizio      |
| --------------------------------- | ------------- |
| AllMusic                          | [ 1 ]         |
| Robert Christgau                  | B+            |
| The New Rolling Stone Album Guide | [ 3 ]         |
| Sputnikmusic                      | 2.5 (Average) |
| Dizionario del Pop-Rock           | [ 5 ]         |
| 24.000 dischi                     | [ 6 ]         |

Aimless Love è l'ottavo album discografico del cantautore country-folk statunitense John Prine, pubblicato dall'etichetta discografica Oh Boy Records nel 1984.

## Tracce

### LP
Lato A
1. Be My Friend Tonight – 3:15 (John Prine, Roger Cook, Shel Silverstein)
2. Aimless Love – 3:07 (John Prine)
3. Me, Myself and I – 2:42 (John Prine, Dan Penn, Spooner Oldham)
4. The Oldest Baby in the World – 3:05 (John Prine, Don Fritts)
5. Slow Boat to China – 3:46 (John Prine, Bobby Whitlock, Linda Whitlock)

Lato B
1. The Bottomless Lake – 3:42 (John Prine)
2. Maureen, Maureen – 3:16 (John Prine)
3. Somewhere Someone's Falling in Love – 3:04 (John Prine, Don Fritts)
4. People Puttin' People Down – 2:48 (John Prine)
5. Unwed Fathers – 3:30 (John Prine, Bobby Braddock)
6. Only Love – 3:29 (John Prine, Roger Cook, Sandy Mason)

## Musicisti
Be My Friend Tonight
- John Prine - voce, chitarra acustica
- Tony Newman - batteria
- Rachel Peer-Prine - basso, armonie vocali
- Bobby Whitlock - pianoforte
- Phillip Donnelly - chitarra elettrica
- Jim Rooney - chitarra acustica
- Leo LeBlanc - chitarra pedal steel
- Jack Grochmal - tamburello

Aimless Love
- John Prine - voce, chitarra ritmica
- Tony Newman - batteria
- Rachel Peer-Prine - basso, armonie vocali
- Bobby Whitlock - pianoforte elettrico
- Phillip Donnelly - chitarra elettrica
- Jim Rooney - chitarra acustica
- Leo LeBlanc - chitarra pedal steel
- John Sebastian - armonica

Me, Myself and I
- John Prine - voce, chitarra acustica
- Tony Newman - batteria
- Rachel Peer-Prine - basso
- Bobby Whitlock - organo
- Spooner Oldham - pianoforte elettrico
- Phillip Donnelly - chitarra elettrica
- Jim Rooney - chitarra acustica

The Oldest Baby in the World
- John Prine - voce, chitarra ritmica
- Tony Newman - batteria
- Rachel Peer-Prine - basso, armonie vocali
- Bobby Whitlock - pianoforte elettrico
- Phillip Donnelly - chitarra elettrica
- Jim Rooney - chitarra acustica
- Leo LeBlanc - chitarra pedal steel

Slow Boat to China
- John Prine - voce, chitarra ritmica
- Tony Newman - batteria
- Rachel Peer-Prine - basso, accompagnamento vocale-cori
- Bobby Whitlock - organo, accompagnamento vocale-cori
- Donnie Fritts - pianoforte elettrico
- Bobby Woods - pianoforte
- Jim Rooney - chitarra acustica
- Jack Grochmal - chitarra acustica
- Roger Cook - accompagnamento vocale-cori
- Phillip Donnelly - accompagnamento vocale-cori

The Bottomless Lake
- John Prine - voce, chitarra acustica, knee slaps
- Phillip Donnelly - chitarra acustica
- Dave Prine - fiddle
- Bobby Whitlock - knee slaps

Maureen, Maureen
- John Prine - voce, chitarra acustica
- Tony Newman - batteria
- Rachel Peer-Prine - basso
- Bobby Whitlock - pianoforte elettrico
- Phillip Donnelly - chitarra elettrica
- Jim Rooney - chitarra acustica

Somewhere Someone's Falling in Love
- John Prine - voce
- Tony Newman - batteria
- Rachel Peer-Prine - basso, armonie vocali
- Bobby Whitlock - pianoforte elettrico
- Phillip Donnelly - chitarra elettrica, chitarra acustica
- Jim Rooney - chitarra acustica
- John Sebastian - autoharp

People Puttin' People Down
- John Prine - voce
- Kevin Wells - batteria
- Chuck Fiore - basso
- Glen D. Hardin - pianoforte
- Steve Fishell - chitarra pedal steel
- James Harrah - chitarra elettrica
- Jim Rooney - chitarra acustica
- Greg Prestopino - accompagnamento vocale-cori
- Jennifer Warnes - accompagnamento vocale-cori
- Matthew Wilder - accompagnamento vocale-cori

Unwed Fathers
- John Prine - voce, chitarra ritmica
- Tony Newman - batteria
- Rachel Peer-Prine - basso, armonie vocali
- Bobby Whitlock - organo
- Donnie Fritts - pianoforte elettrico
- Bobby Woods - pianoforte
- Phillip Donnelly - chitarra elettrica
- Jim Rooney - chitarra acustica
- Dave Prine - fiddle

Only Love
- John Prine - voce, chitarra acustica
- Charles Cochran - contrabbasso, organo
- Roger Cook - accompagnamento vocale-cori
- Sandy Mason - accompagnamento vocale-cori

Note aggiuntive
- John Prine e Jim Rooney - produttori per la First Avenue Productions (eccetto brano: People Puttin' People Down)
- Steve Goodman - produttore per la Red Pajamas Productions (solo brano: People Puttin' People Down)
- Al Bunetta - produttore esecutivo
- Dan Einstein - coordinatore alla produzione
- Registrazioni effettuate a Nashville (Tennessee) al: Jack Clements' The Cowboy Arms Hotel and Recording Spa; Jack's Tracks; Center Row Studio; Sound Emporium ed al Alpha Studios Inc. di Burbank (California)
- Jack "Stack-A-Track" Grochmal, Curtis Allen, Gary Brandt, Hank Neuberger, Allen Reynolds e Jim Rooney - ingegneri delle registrazioni
- John Donegan, Kevin Lamb e Gary Laney - assistenti ingegneri delle registrazioni
- Mixaggio effettuato al The Cowboy Arms Hotel and Recording Spa
- Jack "Stack-A-Track" Grochmal - ingegnere del remixaggio
- Mastering effettuato al Masterfonics di Nashville (Tennessee) da Benny Quinn
- McGuire - fotografie copertina album originale
- John Baeder - design copertina album originale[7][8]